# Volta a Àustria 2017
La Volta a Àustria 2017, 69a edició de la Volta a Àustria, es disputà entre el 2 i el 8 de juliol de 2017 sobre un recorregut de 1.192,2 km distribuïts en set etapes. La cursa formava part del calendari de l'UCI Europa Tour 2017, amb una categoria 2.HC.
El vencedor final fou l'austríac Stefan Denifl (Aqua Blue Sport), malgrat no guanyar cap etapa. En segona posició finalitzà Delio Fernández (Delko-Marseille Provence-KTM) i completà el podi Miguel Ángel López (Team Astana).

## Equips
L'organització convidà a prendre part en la cursa a quatre equips UCI WorldTeam, set equips continentals professionals sis equips continentals i l'equip nacional d'Itàlia:
| WorldTeams (4)- Astana - Cannondale-Drapac - Dimension Data - Katusha-Alpecin Equips continentals professionals (7)- Cofidis, Solutions Crédits - Gazprom-RusVelo - Delko Marseille Provence KTM - Israel Cycling Academy - CCC Sprandi Polkowice - Aqua Blue Sport - Roompot-Nederlandse Loterij Equips continentals (6)- Felbermayr Simplon Wels - Amplatz-BMC - Hrinkow Advarics Cycleang - WSA-Greenlife - Tirol - Vorarlberg Equip nacional- Itàlia |
| |

## Etapes
| Etapa    | Data     | Ciutats d'etapa       | type                    | Distància (km) | Vencedor de l'etapa       | Líder de la general |
| -------- | -------- | --------------------- | ----------------------- | -------------- | ------------------------- | ------------------- |
| Pròleg   | 2 de jul | Graz – Schloßberg     | pròleg                  | 0,8            | Oscar Gatto               | Oscar Gatto         |
| 1a etapa | 3 de jul | Graz – Viena          | etapa accidentada       | 193,8          | Elia Viviani              | Sep Vanmarcke       |
| 2a etapa | 4 de jul | Viena – Pöggstall     | etapa de mitja muntanya | 199,6          | Tom-Jelte Slagter         | Sep Vanmarcke       |
| 3a etapa | 5 de jul | Wieselburg – Altheim  | etapa accidentada       | 226,2          | Elia Viviani              | Sep Vanmarcke       |
| 4a etapa | 6 de jul | Salzburg              | etapa de muntanya       | 82,7           | Miguel Ángel López Moreno | Stefan Denifl       |
| 5a etapa | 7 de jul | Kitzbühel – Alpendorf | etapa de muntanya       | 212,5          | Ben O'Connor              | Stefan Denifl       |
| 6a etapa | 8 de jul | Alpendorf – Wels      | etapa accidentada       | 203,9          | Clément Venturini         | Stefan Denifl       |

## Desenvolupament de la cursa

### Pròleg
| \| Classificació de l'etapa \| Classificació de l'etapa \| Classificació de l'etapa \| Classificació de l'etapa \| Classificació de l'etapa \| \| Corredor \| Corredor \| Equip \| Temps \| \| \| ------------------------ \| ------------------------- \| --------------------------- \| ------------------------ \| ------------------------ \| \| 1r \| Oscar Gatto \| Astana \| 2' 11" \| \| \| 2n \| Miguel Ángel López Moreno \| Astana \| + 1" \| \| \| 3r \| William Clarke \| Cannondale-Drapac \| + 4" \| \| \| 4t \| Markus Eibegger \| Felbermayr Simplon Wels \| + 6" \| \| \| 5è \| Sep Vanmarcke \| Cannondale-Drapac \| + 7" \| \| \| 6è \| Anthony Perez \| Cofidis, Solutions Crédits \| + 7" \| \| \| 7è \| Andrea Vendrame \| Itàlia \| + 8" \| \| \| 8è \| Jan Tratnik \| CCC Sprandi Polkowice \| + 8" \| \| \| 9è \| Pieter Weening \| Roompot-Nederlandse Loterij \| + 9" \| \| \| 10è \| Lukas Schlemmer \| Felbermayr Simplon Wels \| + 10" \| \| |                           |                             |        |
| |                           |                             |        |
| |                           |                             |        |
| Classificació de l'etapa |                           |                             |        |
| Corredor | Corredor                  | Equip                       | Temps  |
| 1r | Oscar Gatto               | Astana                      | 2' 11" |
| 2n | Miguel Ángel López Moreno | Astana                      | + 1"   |
| 3r | William Clarke            | Cannondale-Drapac           | + 4"   |
| 4t | Markus Eibegger           | Felbermayr Simplon Wels     | + 6"   |
| 5è | Sep Vanmarcke             | Cannondale-Drapac           | + 7"   |
| 6è | Anthony Perez             | Cofidis, Solutions Crédits  | + 7"   |
| 7è | Andrea Vendrame           | Itàlia                      | + 8"   |
| 8è | Jan Tratnik               | CCC Sprandi Polkowice       | + 8"   |
| 9è | Pieter Weening            | Roompot-Nederlandse Loterij | + 9"   |
| 10è | Lukas Schlemmer           | Felbermayr Simplon Wels     | + 10"  |

| \| Classificació general \| Classificació general \| Classificació general \| Classificació general \| Classificació general \| \| Corredor \| Corredor \| Equip \| Temps \| \| \| --------------------- \| ------------------------- \| --------------------------- \| --------------------- \| --------------------- \| \| 1r \| Oscar Gatto \| Astana \| 2' 11" \| \| \| 2n \| Miguel Ángel López Moreno \| Astana \| + 1" \| \| \| 3r \| William Clarke \| Cannondale-Drapac \| + 4" \| \| \| 4t \| Markus Eibegger \| Felbermayr Simplon Wels \| + 6" \| \| \| 5è \| Sep Vanmarcke \| Cannondale-Drapac \| + 7" \| \| \| 6è \| Anthony Perez \| Cofidis, Solutions Crédits \| + 7" \| \| \| 7è \| Andrea Vendrame \| Itàlia \| + 8" \| \| \| 8è \| Jan Tratnik \| CCC Sprandi Polkowice \| + 8" \| \| \| 9è \| Pieter Weening \| Roompot-Nederlandse Loterij \| + 9" \| \| \| 10è \| Lukas Schlemmer \| Felbermayr Simplon Wels \| + 10" \| \| |                           |                             |        |
| |                           |                             |        |
| |                           |                             |        |
| Classificació general |                           |                             |        |
| Corredor | Corredor                  | Equip                       | Temps  |
| 1r | Oscar Gatto               | Astana                      | 2' 11" |
| 2n | Miguel Ángel López Moreno | Astana                      | + 1"   |
| 3r | William Clarke            | Cannondale-Drapac           | + 4"   |
| 4t | Markus Eibegger           | Felbermayr Simplon Wels     | + 6"   |
| 5è | Sep Vanmarcke             | Cannondale-Drapac           | + 7"   |
| 6è | Anthony Perez             | Cofidis, Solutions Crédits  | + 7"   |
| 7è | Andrea Vendrame           | Itàlia                      | + 8"   |
| 8è | Jan Tratnik               | CCC Sprandi Polkowice       | + 8"   |
| 9è | Pieter Weening            | Roompot-Nederlandse Loterij | + 9"   |
| 10è | Lukas Schlemmer           | Felbermayr Simplon Wels     | + 10"  |

### 1a etapa
| \| Classificació de l'etapa \| Classificació de l'etapa \| Classificació de l'etapa \| Classificació de l'etapa \| Classificació de l'etapa \| \| Corredor \| Corredor \| Equip \| Temps \| \| \| ------------------------ \| ------------------------ \| -------------------------- \| ------------------------ \| ------------------------ \| \| 1r \| Elia Viviani \| Itàlia \| 4h 28' 50" \| \| \| 2n \| Sep Vanmarcke \| Cannondale-Drapac \| + 0" \| \| \| 3r \| Jason Lowndes \| Israel Cycling Academy \| + 0" \| \| \| 4t \| Rok Korošec \| Amplatz-BMC \| + 0" \| \| \| 5è \| Youcef Reguigui \| Dimension Data \| + 0" \| \| \| 6è \| Aleksandr Pórsev \| Gazprom-RusVelo \| + 0" \| \| \| 7è \| Clément Venturini \| Cofidis, Solutions Crédits \| + 0" \| \| \| 8è \| Ryan Gibbons \| Dimension Data \| + 0" \| \| \| 9è \| Alex Howes \| Cannondale-Drapac \| + 0" \| \| \| 10è \| Andrew Fenn \| Aqua Blue Sport \| + 0" \| \| |                   |                            |            |
| |                   |                            |            |
| |                   |                            |            |
| Classificació de l'etapa |                   |                            |            |
| Corredor | Corredor          | Equip                      | Temps      |
| 1r | Elia Viviani      | Itàlia                     | 4h 28' 50" |
| 2n | Sep Vanmarcke     | Cannondale-Drapac          | + 0"       |
| 3r | Jason Lowndes     | Israel Cycling Academy     | + 0"       |
| 4t | Rok Korošec       | Amplatz-BMC                | + 0"       |
| 5è | Youcef Reguigui   | Dimension Data             | + 0"       |
| 6è | Aleksandr Pórsev  | Gazprom-RusVelo            | + 0"       |
| 7è | Clément Venturini | Cofidis, Solutions Crédits | + 0"       |
| 8è | Ryan Gibbons      | Dimension Data             | + 0"       |
| 9è | Alex Howes        | Cannondale-Drapac          | + 0"       |
| 10è | Andrew Fenn       | Aqua Blue Sport            | + 0"       |

| \| Classificació general \| Classificació general \| Classificació general \| Classificació general \| Classificació general \| \| Corredor \| Corredor \| Equip \| Temps \| \| \| --------------------- \| -------------------------- \| ----------------------- \| --------------------- \| --------------------- \| \| 1r \| Sep Vanmarcke \| Cannondale-Drapac \| 4h 31' 02" \| \| \| 2n \| William Clarke \| Cannondale-Drapac \| + 3" \| \| \| 3r \| Markus Eibegger \| Felbermayr Simplon Wels \| + 5" \| \| \| 4t \| Andrea Vendrame \| Itàlia \| + 7" \| \| \| 5è \| Elia Viviani \| Itàlia \| + 9" \| \| \| 6è \| Stephan Rabitsch \| Felbermayr Simplon Wels \| + 10" \| \| \| 7è \| Jhonatan Restrepo Valencia \| Katusha-Alpecin \| + 11" \| \| \| 8è \| Sven Erik Bystrøm \| Katusha-Alpecin \| + 11" \| \| \| 9è \| Ivan Savitski \| Gazprom-RusVelo \| + 11" \| \| \| 10è \| Felix Großschartner \| CCC Sprandi Polkowice \| + 11" \| \| |                            |                         |            |
| |                            |                         |            |
| |                            |                         |            |
| Classificació general |                            |                         |            |
| Corredor | Corredor                   | Equip                   | Temps      |
| 1r | Sep Vanmarcke              | Cannondale-Drapac       | 4h 31' 02" |
| 2n | William Clarke             | Cannondale-Drapac       | + 3"       |
| 3r | Markus Eibegger            | Felbermayr Simplon Wels | + 5"       |
| 4t | Andrea Vendrame            | Itàlia                  | + 7"       |
| 5è | Elia Viviani               | Itàlia                  | + 9"       |
| 6è | Stephan Rabitsch           | Felbermayr Simplon Wels | + 10"      |
| 7è | Jhonatan Restrepo Valencia | Katusha-Alpecin         | + 11"      |
| 8è | Sven Erik Bystrøm          | Katusha-Alpecin         | + 11"      |
| 9è | Ivan Savitski              | Gazprom-RusVelo         | + 11"      |
| 10è | Felix Großschartner        | CCC Sprandi Polkowice   | + 11"      |

### 2a etapa
| \| Classificació de l'etapa \| Classificació de l'etapa \| Classificació de l'etapa \| Classificació de l'etapa \| Classificació de l'etapa \| \| Corredor \| Corredor \| Equip \| Temps \| \| \| ------------------------ \| ------------------------- \| --------------------------- \| ------------------------ \| ------------------------ \| \| 1r \| Tom-Jelte Slagter \| Cannondale-Drapac \| 5h 00' 08" \| \| \| 2n \| Mekseb Debesay \| Dimension Data \| + 0" \| \| \| 3r \| Miguel Ángel López Moreno \| Astana \| + 0" \| \| \| 4t \| Martijn Tusveld \| Roompot-Nederlandse Loterij \| + 0" \| \| \| 5è \| Sep Vanmarcke \| Cannondale-Drapac \| + 9" \| \| \| 6è \| Clément Venturini \| Cofidis, Solutions Crédits \| + 9" \| \| \| 7è \| Sven Erik Bystrøm \| Katusha-Alpecin \| + 9" \| \| \| 8è \| Ivan Savitski \| Gazprom-RusVelo \| + 9" \| \| \| 9è \| Manuel Belletti \| Itàlia \| + 9" \| \| \| 10è \| Guillaume Boivin \| Israel Cycling Academy \| + 9" \| \| |                           |                             |            |
| |                           |                             |            |
| |                           |                             |            |
| Classificació de l'etapa |                           |                             |            |
| Corredor | Corredor                  | Equip                       | Temps      |
| 1r | Tom-Jelte Slagter         | Cannondale-Drapac           | 5h 00' 08" |
| 2n | Mekseb Debesay            | Dimension Data              | + 0"       |
| 3r | Miguel Ángel López Moreno | Astana                      | + 0"       |
| 4t | Martijn Tusveld           | Roompot-Nederlandse Loterij | + 0"       |
| 5è | Sep Vanmarcke             | Cannondale-Drapac           | + 9"       |
| 6è | Clément Venturini         | Cofidis, Solutions Crédits  | + 9"       |
| 7è | Sven Erik Bystrøm         | Katusha-Alpecin             | + 9"       |
| 8è | Ivan Savitski             | Gazprom-RusVelo             | + 9"       |
| 9è | Manuel Belletti           | Itàlia                      | + 9"       |
| 10è | Guillaume Boivin          | Israel Cycling Academy      | + 9"       |

| \| Classificació general \| Classificació general \| Classificació general \| Classificació general \| Classificació general \| \| Corredor \| Corredor \| Equip \| Temps \| \| \| --------------------- \| --------------------- \| ---------------------------- \| --------------------- \| --------------------- \| \| 1r \| Sep Vanmarcke \| Cannondale-Drapac \| 9h 31' 19" \| \| \| 2n \| Andrea Vendrame \| Itàlia \| + 7" \| \| \| 3r \| Stephan Rabitsch \| Felbermayr Simplon Wels \| + 10" \| \| \| 4t \| Sven Erik Bystrøm \| Katusha-Alpecin \| + 11" \| \| \| 5è \| Ivan Savitski \| Gazprom-RusVelo \| + 11" \| \| \| 6è \| Felix Großschartner \| CCC Sprandi Polkowice \| + 11" \| \| \| 7è \| Delio Fernández Cruz \| Delko-Marseille Provence-KTM \| + 12" \| \| \| 8è \| Stefan Denifl \| Aqua Blue Sport \| + 12" \| \| \| 9è \| Clément Venturini \| Cofidis, Solutions Crédits \| + 15" \| \| \| 10è \| Ben O'Connor \| Dimension Data \| + 19" \| \| |                      |                              |            |
| |                      |                              |            |
| |                      |                              |            |
| Classificació general |                      |                              |            |
| Corredor | Corredor             | Equip                        | Temps      |
| 1r | Sep Vanmarcke        | Cannondale-Drapac            | 9h 31' 19" |
| 2n | Andrea Vendrame      | Itàlia                       | + 7"       |
| 3r | Stephan Rabitsch     | Felbermayr Simplon Wels      | + 10"      |
| 4t | Sven Erik Bystrøm    | Katusha-Alpecin              | + 11"      |
| 5è | Ivan Savitski        | Gazprom-RusVelo              | + 11"      |
| 6è | Felix Großschartner  | CCC Sprandi Polkowice        | + 11"      |
| 7è | Delio Fernández Cruz | Delko-Marseille Provence-KTM | + 12"      |
| 8è | Stefan Denifl        | Aqua Blue Sport              | + 12"      |
| 9è | Clément Venturini    | Cofidis, Solutions Crédits   | + 15"      |
| 10è | Ben O'Connor         | Dimension Data               | + 19"      |

### 3a etapa
| \| Classificació de l'etapa \| Classificació de l'etapa \| Classificació de l'etapa \| Classificació de l'etapa \| Classificació de l'etapa \| \| Corredor \| Corredor \| Equip \| Temps \| \| \| ------------------------ \| ------------------------ \| --------------------------- \| ------------------------ \| ------------------------ \| \| 1r \| Elia Viviani \| Itàlia \| 5h 22' 12" \| \| \| 2n \| Jason Lowndes \| Israel Cycling Academy \| + 0" \| \| \| 3r \| Sep Vanmarcke \| Cannondale-Drapac \| + 0" \| \| \| 4t \| Filippo Fortin \| Tirol Cycling Team \| + 0" \| \| \| 5è \| Clément Venturini \| Cofidis, Solutions Crédits \| + 0" \| \| \| 6è \| Ryan Gibbons \| Dimension Data \| + 0" \| \| \| 7è \| Sjoerd van Ginneken \| Roompot-Nederlandse Loterij \| + 0" \| \| \| 8è \| Riccardo Minali \| Astana \| + 0" \| \| \| 9è \| Rok Korošec \| Amplatz-BMC \| + 0" \| \| \| 10è \| Fabian Lienhard \| Team Vorarlberg \| + 0" \| \| |                     |                             |            |
| |                     |                             |            |
| |                     |                             |            |
| Classificació de l'etapa |                     |                             |            |
| Corredor | Corredor            | Equip                       | Temps      |
| 1r | Elia Viviani        | Itàlia                      | 5h 22' 12" |
| 2n | Jason Lowndes       | Israel Cycling Academy      | + 0"       |
| 3r | Sep Vanmarcke       | Cannondale-Drapac           | + 0"       |
| 4t | Filippo Fortin      | Tirol Cycling Team          | + 0"       |
| 5è | Clément Venturini   | Cofidis, Solutions Crédits  | + 0"       |
| 6è | Ryan Gibbons        | Dimension Data              | + 0"       |
| 7è | Sjoerd van Ginneken | Roompot-Nederlandse Loterij | + 0"       |
| 8è | Riccardo Minali     | Astana                      | + 0"       |
| 9è | Rok Korošec         | Amplatz-BMC                 | + 0"       |
| 10è | Fabian Lienhard     | Team Vorarlberg             | + 0"       |

| \| Classificació general \| Classificació general \| Classificació general \| Classificació general \| Classificació general \| \| Corredor \| Corredor \| Equip \| Temps \| \| \| --------------------- \| --------------------- \| ---------------------------- \| --------------------- \| --------------------- \| \| 1r \| Sep Vanmarcke \| Cannondale-Drapac \| 14h 53' 27" \| \| \| 2n \| Andrea Vendrame \| Itàlia \| + 11" \| \| \| 3r \| Stephan Rabitsch \| Felbermayr Simplon Wels \| + 14" \| \| \| 4t \| Sven Erik Bystrøm \| Katusha-Alpecin \| + 15" \| \| \| 5è \| Ivan Savitski \| Gazprom-RusVelo \| + 15" \| \| \| 6è \| Felix Großschartner \| CCC Sprandi Polkowice \| + 15" \| \| \| 7è \| Delio Fernández Cruz \| Delko-Marseille Provence-KTM \| + 16" \| \| \| 8è \| Stefan Denifl \| Aqua Blue Sport \| + 16" \| \| \| 9è \| Clément Venturini \| Cofidis, Solutions Crédits \| + 19" \| \| \| 10è \| Ben O'Connor \| Dimension Data \| + 23" \| \| |                      |                              |             |
| |                      |                              |             |
| |                      |                              |             |
| Classificació general |                      |                              |             |
| Corredor | Corredor             | Equip                        | Temps       |
| 1r | Sep Vanmarcke        | Cannondale-Drapac            | 14h 53' 27" |
| 2n | Andrea Vendrame      | Itàlia                       | + 11"       |
| 3r | Stephan Rabitsch     | Felbermayr Simplon Wels      | + 14"       |
| 4t | Sven Erik Bystrøm    | Katusha-Alpecin              | + 15"       |
| 5è | Ivan Savitski        | Gazprom-RusVelo              | + 15"       |
| 6è | Felix Großschartner  | CCC Sprandi Polkowice        | + 15"       |
| 7è | Delio Fernández Cruz | Delko-Marseille Provence-KTM | + 16"       |
| 8è | Stefan Denifl        | Aqua Blue Sport              | + 16"       |
| 9è | Clément Venturini    | Cofidis, Solutions Crédits   | + 19"       |
| 10è | Ben O'Connor         | Dimension Data               | + 23"       |

### 4a etapa
| \| Classificació de l'etapa \| Classificació de l'etapa \| Classificació de l'etapa \| Classificació de l'etapa \| Classificació de l'etapa \| \| Corredor \| Corredor \| Equip \| Temps \| \| \| ------------------------ \| ------------------------- \| ---------------------------- \| ------------------------ \| ------------------------ \| \| 1r \| Miguel Ángel López Moreno \| Astana \| 2h 09' 16" \| \| \| 2n \| Stefan Denifl \| Aqua Blue Sport \| + 17" \| \| \| 3r \| Giulio Ciccone \| Itàlia \| + 50" \| \| \| 4t \| Aleksei Ribalkin \| Gazprom-RusVelo \| + 52" \| \| \| 5è \| Delio Fernández Cruz \| Delko-Marseille Provence-KTM \| + 52" \| \| \| 6è \| Rein Taaramäe \| Katusha-Alpecin \| + 54" \| \| \| 7è \| Ángel Madrazo Ruiz \| Delko-Marseille Provence-KTM \| + 1' 14" \| \| \| 8è \| Serguei Firsànov \| Gazprom-RusVelo \| + 1' 26" \| \| \| 9è \| Martijn Tusveld \| Roompot-Nederlandse Loterij \| + 1' 31" \| \| \| 10è \| Felix Großschartner \| CCC Sprandi Polkowice \| + 1' 33" \| \| |                           |                              |            |
| |                           |                              |            |
| |                           |                              |            |
| Classificació de l'etapa |                           |                              |            |
| Corredor | Corredor                  | Equip                        | Temps      |
| 1r | Miguel Ángel López Moreno | Astana                       | 2h 09' 16" |
| 2n | Stefan Denifl             | Aqua Blue Sport              | + 17"      |
| 3r | Giulio Ciccone            | Itàlia                       | + 50"      |
| 4t | Aleksei Ribalkin          | Gazprom-RusVelo              | + 52"      |
| 5è | Delio Fernández Cruz      | Delko-Marseille Provence-KTM | + 52"      |
| 6è | Rein Taaramäe             | Katusha-Alpecin              | + 54"      |
| 7è | Ángel Madrazo Ruiz        | Delko-Marseille Provence-KTM | + 1' 14"   |
| 8è | Serguei Firsànov          | Gazprom-RusVelo              | + 1' 26"   |
| 9è | Martijn Tusveld           | Roompot-Nederlandse Loterij  | + 1' 31"   |
| 10è | Felix Großschartner       | CCC Sprandi Polkowice        | + 1' 33"   |

| \| Classificació general \| Classificació general \| Classificació general \| Classificació general \| Classificació general \| \| Corredor \| Corredor \| Equip \| Temps \| \| \| --------------------- \| ------------------------- \| ---------------------------- \| --------------------- \| --------------------- \| \| 1r \| Stefan Denifl \| Aqua Blue Sport \| DQ \| \| \| 2n \| Delio Fernández Cruz \| Delko-Marseille Provence-KTM \| + 41" \| \| \| 3r \| Miguel Ángel López Moreno \| Astana \| + 56" \| \| \| 4t \| Rein Taaramäe \| Katusha-Alpecin \| + 1' 01" \| \| \| 5è \| Felix Großschartner \| CCC Sprandi Polkowice \| + 1' 21" \| \| \| 6è \| Daniel Teklehaimanot \| Dimension Data \| + 2' 21" \| \| \| 7è \| Giulio Ciccone \| Itàlia \| + 2' 22" \| \| \| 8è \| Aleksei Ribalkin \| Gazprom-RusVelo \| + 2' 32" \| \| \| 9è \| Ángel Madrazo Ruiz \| Delko-Marseille Provence-KTM \| + 2' 43" \| \| \| 10è \| Martijn Tusveld \| Roompot-Nederlandse Loterij \| + 2' 50" \| \| |                           |                              |          |
| |                           |                              |          |
| |                           |                              |          |
| Classificació general |                           |                              |          |
| Corredor | Corredor                  | Equip                        | Temps    |
| 1r | Stefan Denifl             | Aqua Blue Sport              | DQ       |
| 2n | Delio Fernández Cruz      | Delko-Marseille Provence-KTM | + 41"    |
| 3r | Miguel Ángel López Moreno | Astana                       | + 56"    |
| 4t | Rein Taaramäe             | Katusha-Alpecin              | + 1' 01" |
| 5è | Felix Großschartner       | CCC Sprandi Polkowice        | + 1' 21" |
| 6è | Daniel Teklehaimanot      | Dimension Data               | + 2' 21" |
| 7è | Giulio Ciccone            | Itàlia                       | + 2' 22" |
| 8è | Aleksei Ribalkin          | Gazprom-RusVelo              | + 2' 32" |
| 9è | Ángel Madrazo Ruiz        | Delko-Marseille Provence-KTM | + 2' 43" |
| 10è | Martijn Tusveld           | Roompot-Nederlandse Loterij  | + 2' 50" |

### 5a etapa
| \| Classificació de l'etapa \| Classificació de l'etapa \| Classificació de l'etapa \| Classificació de l'etapa \| Classificació de l'etapa \| \| Corredor \| Corredor \| Equip \| Temps \| \| \| ------------------------ \| ------------------------ \| ---------------------------- \| ------------------------ \| ------------------------ \| \| 1r \| Ben O'Connor \| Dimension Data \| 5h 35' 34" \| \| \| 2n \| Riccardo Zoidl \| Felbermayr Simplon Wels \| + 11" \| \| \| 3r \| Pieter Weening \| Roompot-Nederlandse Loterij \| + 1' 40" \| \| \| 4t \| Giulio Ciccone \| Itàlia \| + 1' 46" \| \| \| 5è \| Felix Großschartner \| CCC Sprandi Polkowice \| + 1' 46" \| \| \| 6è \| Delio Fernández Cruz \| Delko-Marseille Provence-KTM \| + 1' 58" \| \| \| 7è \| Patrick Schelling \| Team Vorarlberg \| + 1' 58" \| \| \| 8è \| Mekseb Debesay \| Dimension Data \| + 1' 58" \| \| \| 9è \| Martijn Tusveld \| Roompot-Nederlandse Loterij \| + 2' 02" \| \| \| 10è \| Stefan Denifl \| Aqua Blue Sport \| + 2' 02" \| \| |                      |                              |            |
| |                      |                              |            |
| |                      |                              |            |
| Classificació de l'etapa |                      |                              |            |
| Corredor | Corredor             | Equip                        | Temps      |
| 1r | Ben O'Connor         | Dimension Data               | 5h 35' 34" |
| 2n | Riccardo Zoidl       | Felbermayr Simplon Wels      | + 11"      |
| 3r | Pieter Weening       | Roompot-Nederlandse Loterij  | + 1' 40"   |
| 4t | Giulio Ciccone       | Itàlia                       | + 1' 46"   |
| 5è | Felix Großschartner  | CCC Sprandi Polkowice        | + 1' 46"   |
| 6è | Delio Fernández Cruz | Delko-Marseille Provence-KTM | + 1' 58"   |
| 7è | Patrick Schelling    | Team Vorarlberg              | + 1' 58"   |
| 8è | Mekseb Debesay       | Dimension Data               | + 1' 58"   |
| 9è | Martijn Tusveld      | Roompot-Nederlandse Loterij  | + 2' 02"   |
| 10è | Stefan Denifl        | Aqua Blue Sport              | + 2' 02"   |

| \| Classificació general \| Classificació general \| Classificació general \| Classificació general \| Classificació general \| \| Corredor \| Corredor \| Equip \| Temps \| \| \| --------------------- \| ------------------------- \| ---------------------------- \| --------------------- \| --------------------- \| \| 1r \| Stefan Denifl \| Aqua Blue Sport \| DQ \| \| \| 2n \| Delio Fernández Cruz \| Delko-Marseille Provence-KTM \| + 37" \| \| \| 3r \| Miguel Ángel López Moreno \| Astana \| + 59" \| \| \| 4t \| Felix Großschartner \| CCC Sprandi Polkowice \| + 1' 05" \| \| \| 5è \| Ben O'Connor \| Dimension Data \| + 1' 08" \| \| \| 6è \| Giulio Ciccone \| Itàlia \| + 2' 06" \| \| \| 7è \| Daniel Teklehaimanot \| Dimension Data \| + 2' 21" \| \| \| 8è \| Aleksei Ribalkin \| Gazprom-RusVelo \| + 2' 32" \| \| \| 9è \| Ángel Madrazo Ruiz \| Delko-Marseille Provence-KTM \| + 2' 46" \| \| \| 10è \| Martijn Tusveld \| Roompot-Nederlandse Loterij \| + 2' 50" \| \| |                           |                              |          |
| |                           |                              |          |
| |                           |                              |          |
| Classificació general |                           |                              |          |
| Corredor | Corredor                  | Equip                        | Temps    |
| 1r | Stefan Denifl             | Aqua Blue Sport              | DQ       |
| 2n | Delio Fernández Cruz      | Delko-Marseille Provence-KTM | + 37"    |
| 3r | Miguel Ángel López Moreno | Astana                       | + 59"    |
| 4t | Felix Großschartner       | CCC Sprandi Polkowice        | + 1' 05" |
| 5è | Ben O'Connor              | Dimension Data               | + 1' 08" |
| 6è | Giulio Ciccone            | Itàlia                       | + 2' 06" |
| 7è | Daniel Teklehaimanot      | Dimension Data               | + 2' 21" |
| 8è | Aleksei Ribalkin          | Gazprom-RusVelo              | + 2' 32" |
| 9è | Ángel Madrazo Ruiz        | Delko-Marseille Provence-KTM | + 2' 46" |
| 10è | Martijn Tusveld           | Roompot-Nederlandse Loterij  | + 2' 50" |

### 6a etapa
| \| Classificació de l'etapa \| Classificació de l'etapa \| Classificació de l'etapa \| Classificació de l'etapa \| Classificació de l'etapa \| \| Corredor \| Corredor \| Equip \| Temps \| \| \| ------------------------ \| ------------------------ \| --------------------------- \| ------------------------ \| ------------------------ \| \| 1r \| Clément Venturini \| Cofidis, Solutions Crédits \| 4h 29' 21" \| \| \| 2n \| Sep Vanmarcke \| Cannondale-Drapac \| + 0" \| \| \| 3r \| Ryan Gibbons \| Dimension Data \| + 0" \| \| \| 4t \| Pim Ligthart \| Roompot-Nederlandse Loterij \| + 0" \| \| \| 5è \| Ivan Savitski \| Gazprom-RusVelo \| + 0" \| \| \| 6è \| Davide Ballerini \| Itàlia \| + 0" \| \| \| 7è \| Oscar Gatto \| Astana \| + 0" \| \| \| 8è \| Gian Friesecke \| Team Vorarlberg \| + 0" \| \| \| 9è \| Guillaume Boivin \| Israel Cycling Academy \| + 0" \| \| \| 10è \| Sven Erik Bystrøm \| Katusha-Alpecin \| + 0" \| \| |                   |                             |            |
| |                   |                             |            |
| |                   |                             |            |
| Classificació de l'etapa |                   |                             |            |
| Corredor | Corredor          | Equip                       | Temps      |
| 1r | Clément Venturini | Cofidis, Solutions Crédits  | 4h 29' 21" |
| 2n | Sep Vanmarcke     | Cannondale-Drapac           | + 0"       |
| 3r | Ryan Gibbons      | Dimension Data              | + 0"       |
| 4t | Pim Ligthart      | Roompot-Nederlandse Loterij | + 0"       |
| 5è | Ivan Savitski     | Gazprom-RusVelo             | + 0"       |
| 6è | Davide Ballerini  | Itàlia                      | + 0"       |
| 7è | Oscar Gatto       | Astana                      | + 0"       |
| 8è | Gian Friesecke    | Team Vorarlberg             | + 0"       |
| 9è | Guillaume Boivin  | Israel Cycling Academy      | + 0"       |
| 10è | Sven Erik Bystrøm | Katusha-Alpecin             | + 0"       |

## Classificació final
| \| Classificació general \| Classificació general \| Classificació general \| Classificació general \| Classificació general \| \| Corredor \| Corredor \| Equip \| Temps \| \| \| --------------------- \| ------------------------- \| ---------------------------- \| --------------------- \| --------------------- \| \| 1r \| Delio Fernández Cruz \| Delko-Marseille Provence-KTM \| 27h 10' 44" \| \| \| 2n \| Miguel Ángel López Moreno \| Astana \| + 12" \| \| \| 3r \| Felix Großschartner \| CCC Sprandi Polkowice \| + 23" \| \| \| 5è \| Ben O'Connor \| Dimension Data \| + 1' 08" \| \| \| 6è \| Giulio Ciccone \| Itàlia \| + 2' 06" \| \| \| 7è \| Daniel Teklehaimanot \| Dimension Data \| + 2' 21" \| \| \| 8è \| Aleksei Ribalkin \| Gazprom-RusVelo \| + 2' 32" \| \| \| 9è \| Ángel Madrazo Ruiz \| Delko-Marseille Provence-KTM \| + 2' 46" \| \| \| 10è \| Martijn Tusveld \| Roompot-Nederlandse Loterij \| + 2' 50" \| \| |                           |                              |             |
| |                           |                              |             |
| Font: ProCyclingStats |                           |                              |             |
| Classificació general |                           |                              |             |
| Corredor | Corredor                  | Equip                        | Temps       |
| 1r | Delio Fernández Cruz      | Delko-Marseille Provence-KTM | 27h 10' 44" |
| 2n | Miguel Ángel López Moreno | Astana                       | + 12"       |
| 3r | Felix Großschartner       | CCC Sprandi Polkowice        | + 23"       |
| 5è | Ben O'Connor              | Dimension Data               | + 1' 08"    |
| 6è | Giulio Ciccone            | Itàlia                       | + 2' 06"    |
| 7è | Daniel Teklehaimanot      | Dimension Data               | + 2' 21"    |
| 8è | Aleksei Ribalkin          | Gazprom-RusVelo              | + 2' 32"    |
| 9è | Ángel Madrazo Ruiz        | Delko-Marseille Provence-KTM | + 2' 46"    |
| 10è | Martijn Tusveld           | Roompot-Nederlandse Loterij  | + 2' 50"    |

## Evolució de les classificacions
| Etapa                         | Classificació general Führungstrikot | Classificació de la muntanya Bergtrikot | Classificació per punts Punktetrikot | Classificació per equips |
| ----------------------------- | ------------------------------------ | --------------------------------------- | ------------------------------------ | ------------------------ |
| Pròleg (Oscar Gatto)          | Oscar Gatto                          | Oscar Gatto                             | Oscar Gatto                          | Astana                   |
| 1a etapa (Elia Viviani)       | Sep Vanmarcke                        | Stephan Rabitsch                        | Elia Viviani                         | Cannondale-Drapac        |
| 2a etapa (Tom Slagter)        | Sep Vanmarcke                        | Stephan Rabitsch                        | Sep Vanmarcke                        | Dimension Data           |
| 3a etapa (Elia Viviani)       | Sep Vanmarcke                        | Stephan Rabitsch                        | Elia Viviani                         | Dimension Data           |
| 4a etapa (Miguel Ángel López) | Stefan Denifl                        | Stephan Rabitsch                        | Elia Viviani                         | Gazprom-RusVelo          |
| 5a etapa (Ben O'Connor)       | Stefan Denifl                        | Stephan Rabitsch                        | Elia Viviani                         | Dimension Data           |
| 6a etapa (Clément Venturini)  | Stefan Denifl                        | Pieter Weening                          | Sep Vanmarcke                        | Dimension Data           |
| Final                         | Stefan Denifl                        | Pieter Weening                          | Sep Vanmarcke                        | Dimension Data           |